# Бартон Пайн, Рэйчел
Рэйчел Бартон Пайн (англ. Rachel Barton Pine; род. 11 октября 1974, Чикаго) — американская скрипачка.
Начала заниматься на скрипке в возрасте трёх с половиной лет, в 10-летнем возрасте дебютировала с Чикагским симфоническим оркестром во главе с Эрихом Лайнсдорфом. С 14 лет играла на свадьбах и семейных праздниках, зарабатывая на жизнь. В 17 лет стала самым молодым музыкантом (и первым американцем), выигравшим Международный конкурс имени Иоганна Себастьяна Баха в Лейпциге (1992), заняла также второе место на Международном конкурсе имени Фрица Крейслера в Вене. В 1995 г. получила тяжёлые травмы в результате несчастного случая на железной дороге (двери пригородного электропоезда закрылись, прищемив ей руку, в которой находилась скрипка Амати, и Бартон протащило за поездом более 100 метров); на излечение ушло около 2 лет, а компания, которой принадлежал электропоезд, была обязана судом присяжных выплатить скрипачке 29 миллионов долларов.
Среди записей Бартон преобладает камерная музыка. Её первый альбом, выпущенный в 1994 г., был посвящён музыке Пабло Сарасате (партнёром Бартон выступил один из наиболее известных американских пианистов-аккомпаниаторов Сэмюэл Сандерс). Далее последовали записи Ференца Листа (редко исполняемые произведения для скрипки и фортепиано), барочная музыка для скрипки соло (Иоганн Себастьян Бах, Генрих Бибер и др.), дуэты для скрипки и виолончели (Равель, Кодаи, Мартину, Шульхофф, вместе с Венди Уорнер) и т. д. Несколько дисков Бартон записала в составе трио Сеттеченто вместе с виолончелистом Джоном Марком Розендалом и пианистом Дэвидом Шрейдером. С оркестром записала концерты Брамса и Иоахима, а также альбом «Скрипичные концерты чернокожих композиторов XVIII—XIX веков».
Одновременно с академической карьерой Бартон с 2008 г. играет на скрипке в составе исполняющей дум-метал и трэш-метал группы Earthen Grave. 11 июля 2010 года в чикагском Миллениум-парке она, по случаю присуждения ей почётного звания Выдающийся исполнитель штата Иллинойс, дала концерт из трёх частей, в ходе которого на барочной скрипке исполнила ряд старинных сочинений, затем на классической скрипке — скрипичный концерт П. И. Чайковского и наконец на шестиструнной электроскрипке «Viper» с группой «Earthen Grave» — композиции в стиле метал.